# Yelden
Yelden – wieś w Anglii, w hrabstwie ceremonialnym Bedfordshire, w dystrykcie (unitary authority) Bedford, w civil parish Melchbourne and Yielden. Leży 18 km na północ od centrum miasta Bedford i 91 km na północ od centrum Londynu. W 1931 roku civil parish liczyła 150 mieszkańców. Yelden jest wspomniana w Domesday Book (1086) jako Giveldene.